# 2010 MR116
2010 MR116 est un objet transneptunien en résonance 1:3 avec Neptune.

## Caractéristiques
2010 MR116 mesure environ 300 kilomètres de diamètre.